# Dom Expedito Lopes
Dom Expedito Lopes est une municipalité brésilienne située dans l'État du Piauí.